# Scottish First Division 2001/02
Die Scottish Football League First Division wurde 2001/02 zum 27. Mal als nur noch zweithöchste schottische Liga unter diesem Namen ausgetragen. In der zweithöchsten Fußball-Spielklasse der Herren in Schottland traten in der Saison 2001/02 10 Klubs in insgesamt 36 Spieltagen gegeneinander an. Jedes Team spielte jeweils viermal gegen jedes andere Team. Bei Punktgleichheit zählte die Tordifferenz.
Die Meisterschaft gewann Partick Thistle, das sich damit gleichzeitig die Teilnahme an der Premier-League-Saison 2002/03 sicherte. Absteigen in die Second Division mussten die Raith Rovers. Nach dem Ende der Saison stellte der Airdrieonians FC einen Antrag auf Eröffnung eines Insolvenzverfahrens und stand somit als Absteiger fest. Torschützenkönig mit 23 Treffern wurde Owen Coyle vom Airdrieonians FC.

## Statistiken

### Abschlusstabelle
| Pl. | Verein                       | Sp. | S  | U  | N  | Tore    | Diff. | Punkte |
| --- | ---------------------------- | --- | -- | -- | -- | ------- | ----- | ------ |
| 1.  | Partick Thistle (N)          | 36  | 19 | 9  | 8  | 061:310 | +30   | 66     |
| 2.  | Airdrieonians FC             | 36  | 15 | 11 | 10 | 059:400 | +19   | 56     |
| 3.  | Ayr United                   | 36  | 13 | 13 | 10 | 053:440 | +9    | 52     |
| 4.  | Ross County                  | 36  | 14 | 10 | 12 | 051:430 | +8    | 52     |
| 5.  | FC Clyde                     | 36  | 13 | 10 | 13 | 051:560 | −5    | 49     |
| 6.  | Inverness Caledonian Thistle | 36  | 13 | 9  | 14 | 060:510 | +9    | 48     |
| 7.  | FC Arbroath (N)              | 36  | 14 | 6  | 16 | 042:590 | −17   | 48     |
| 8.  | FC St. Mirren (A)            | 36  | 11 | 12 | 13 | 043:530 | −10   | 45     |
| 9.  | FC Falkirk                   | 36  | 10 | 9  | 17 | 049:730 | −24   | 39     |
| 10. | Raith Rovers                 | 36  | 8  | 11 | 17 | 050:620 | −12   | 35     |

Platzierungskriterien: 1. Punkte – 2. Tordifferenz – 3. geschossene Tore – 4. Direkter Vergleich (Punkte, Tordifferenz, geschossene Tore)
| Saison 2001/02 |

| Zum Saisonende 2000/01 |                                       |
| (A)                    | Absteiger aus der Premier League      |
| (N)                    | Neuaufsteiger aus der Second Division |